# Село имени Фрунзе (Ошская область)
Имени Фрунзе (кирг. Фрунзе) — село в Ноокатском районе Ошской области Кыргызстана. Административный центр Гюльстанского айылного аймака.

## География
Село расположено в западной части области, к востоку от реки Чиле, у западной окраины города Ноокат, административного центра района. Абсолютная высота — 1290 метров над уровнем моря.

## Население
Согласно оценочным данным Национального статистического комитета Кыргызской Республики, численность населения села на начало 2023 года составляла 6820 человек.
| год     | 2009   | 2014   | 2015   | 2020 | 2021 | 2023 |
| ------- | ------ | ------ | ------ | ---- | ---- | ---- |
| человек | 12 814 | 13 910 | 14 256 | 6493 | 6628 | 6820 |